# Bodom
Bodom ['bo:dåm] är en stadsdel i Esbo stad och hör administrativt till Norra Esbo storområde. 
Bodom består av landsbygd med åkrar och skogar, samt egnahemshus glest utplacerade i terrängen. 

## Namnet
Namnet Bodom kommer från namnet på en by som beskrivits i historiska dokument som Boda, Bodom (1492) och Bodaby (1541). På 1540-talet fanns det fyra gårdar i Bodom som hette Bodom, Keppers, Jork och Smeds. Bodom ligger vid Bodom träsk, som beskrivits som Boda träsk (1492) och Bod Träsk (1775). Formen Bodom är dativ pluralis av ordet bod, alltså "vid bodarna". Då bynamn förfinskades på 1960-talet föreslog olika instanser följande namn: Aittaranta, Puotinen, Aittala och Majala. Puotinen valdes till slut och det namnet användes för stadsdelen på finska en tid under 1980-talet. Numera används endast det svenska namnet Bodom. År 2007 slopade Lantmäteristyrelsen också bynamnet Puotinen och formen Bodom används på både finska och svenska. 

## Bodommorden
Den 5 juni 1960 mördades två 15-åriga flickor och en 18-årig pojke i ett tält vid Bodom träsk. Denna händelse, de så kallade Bodommorden är bland de mest omskriva morden i Finlands historia. Morden är ännu olösta. 2005 gjorde man ett försök att med modern DNA-analysteknik undersöka den ende överlevandes, Nils Gustavssons, skuld i det hela men utgående från resultatet var det inte möjligt att bevisa hans skuld/oskuld i det hela och han friades från anklagelserna. 
Morden skedde inte i stadsdelen Bodom utan i Oitans i stadsdelen Björnkärr på andra sidan Bodom träsk. Morden har namngivits efter träsket. 

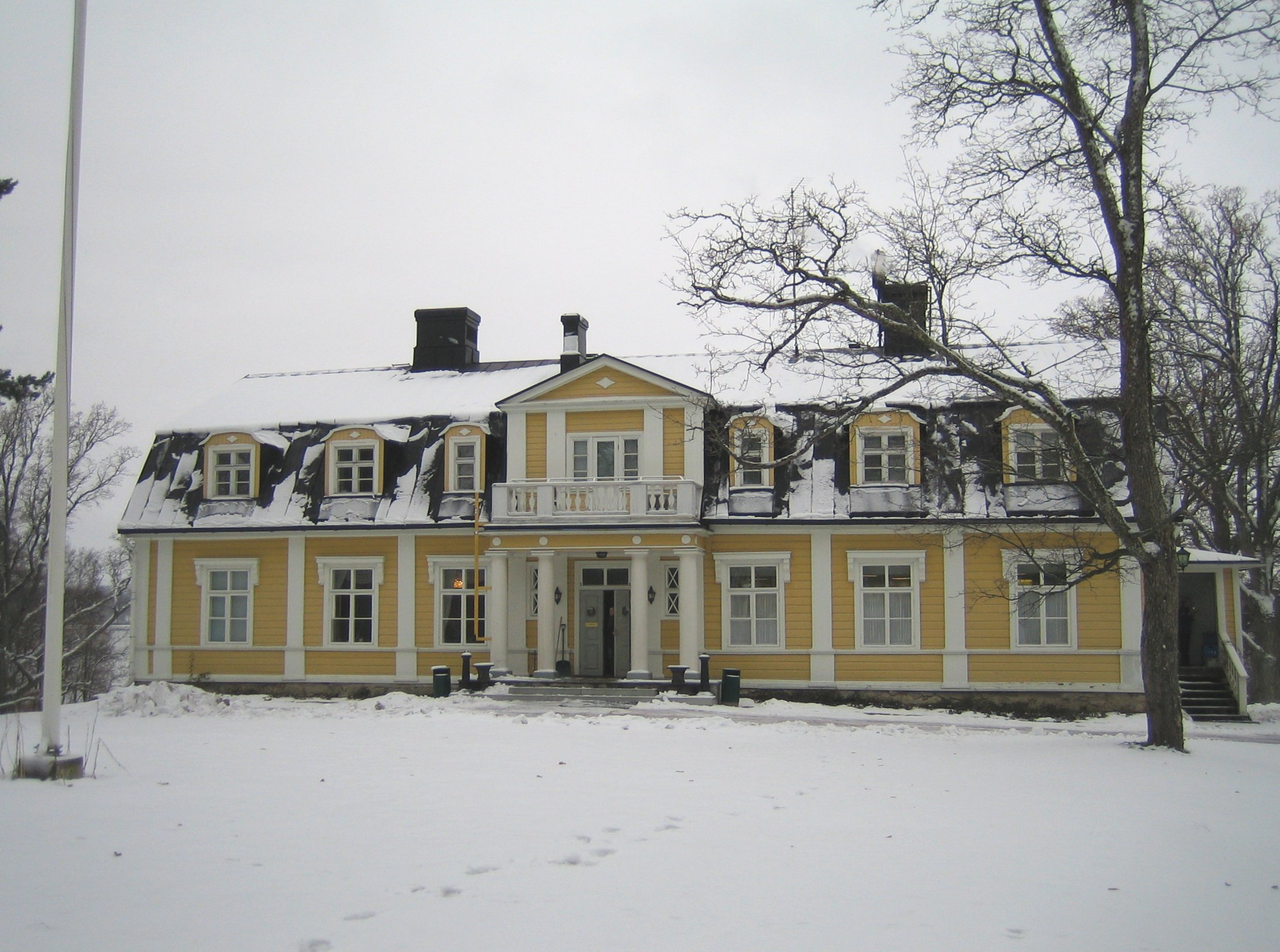
Bodom gård